# Inveni David (Bruckner, 1868)
Inveni David, WAB 19, ist eine geistliche Motette, die 1868 von Anton Bruckner komponiert wurde.

## Geschichte
Bruckner komponierte die Motette am 21. April 1868 am Ende seines Linzer Aufenthaltes. Er schrieb es zum 24-jährigen Jubiläum der Liedertafel Frohsinn. Die Uraufführung fand am 10. Mai 1868 als Offertorium einer Messe von Antonio Lotti statt.
Die Handschrift befindet sich in der Linzer Singakademie (Frohsinn-Archiv). Die Motette erschien erstmals in Band III/2, S. 239–244 der Göllerich/Auer-Biographie. Es ist in Band XXI/23 der Gesamtausgabe herausgegeben.

## Musik
Der Text stammt aus Psalm 89, Verse 20–21.
Inveni David servum meum,

oleo sancto meo unxi eum.

Manus enim mea auxiliabitur ei

et brachium meum confortabit eum.

Alleluja.
Das Werk ist eine Vertonung von 46 Takten in f-Moll für Männerchor und 4 Posaunen.
Die letzten 16 Takte bestehen aus einem Halleluja, für das sich Bruckner vom Hallelujah des Messiah von Händel inspirieren ließ, über das er oft auf der Orgel improvisiert hatte.

## Diskografie
Die erste Aufnahme erfolgte 1959:
- Martin Koekelkoren, Mastreechter Staar: Royal Male Choir Mastreechter Staar – 45 rpm: Philips 402 155 NE

Weitere Aufnahmen:
- Joachim Martini, Junge Kantorei: Geistliche Chormusik der Romantik – LP: Schwarzwald MPS 13004, 1970
- Martin Flämig, Dresdner Kreuzchor: Ave Maria – Anton Bruckner: Geistliche Chöre-Motette – CD: Capriccio 10 081, 1985
- Hans-Christoph Rademann, NDR Chor Hamburg: Anton Bruckner: Ave Maria – CD: Carus 83.151, 2000
- Dan-Olof Stenlund, Malmö Kammarkör: Bruckner: Ausgewählte Werke – CD: Malmö Kammarkör MKKCD 051, 2004
- Michael Stenov, Cantores Carmeli Linz: Benefizkonzert Karmelitenkirche Linz – CD/DVD herausgegeben vom Chor, 2006.
- Thomas Kerbl, Männerchorvereinigung Bruckner 08: Anton Bruckner, Männerchöre – CD: LIVA027, 2008
- Philipp Ahmann, MDR Rundfunkchor Leipzig: Anton Bruckner & Michael Haydn – Motets – SACD: Pentatone PTC 5186 868, 2021